# NGC 2969
NGC 2969 est une galaxie spirale intermédiaire située dans la constellation du Sextant.  NGC 2969 a été découverte par l'astronome germano-britannique William Herschel en 1786.

## Caractéristiques
La classe de luminosité de NGC 2969 est III et elle présente une large raie HI. Elle renferme également des régions d'hydrogène ionisé.

### Distance
Sa vitesse par rapport au fond diffus cosmologique est de
À ce jour, trois mesures non basées sur le décalage vers le rouge (redshift) donnent une distance de 62,633 ± 3,118 Mpc (∼204 millions d'al), ce qui est à l'extérieur des valeurs de la distance de Hubble. Notons que c'est avec la valeur moyenne des mesures indépendantes, lorsqu'elles existent, que la base de données NASA/IPAC calcule le diamètre d'une galaxie et qu'en conséquence le diamètre de NGC 2969 pourrait être d'environ 31,3 kpc (∼102 000 al) si on utilisait la distance de Hubble pour le calculer.

### Émission de radiation ultraviolette
NGC 2969 est une galaxie dont le noyau brille dans le domaine de l'ultraviolet. Elle est inscrite dans le catalogue de Markarian sous la cote Mrk 1235 (MK 1235).